# 牧野智昭
牧野 智昭（まきの ともあき、1976年10月4日 - ）は、日本の男性キックボクサー。兵庫県出身。WBKF世界スーパーウェルター級王者、J-NETWORKスーパーウェルター級王者。WPMF日本スーパーウェルター級王者。初代LOKミドル級王者。NEXT LEVEL渋谷所属。

## 来歴
兵庫県立伊川谷高等学校、駒澤大学文学部卒業。

### 空手、アマチュア
2005年11月23日、第87回新空手道交流大会・K-2トーナメント中量級に出場。決勝で下浦祐樹に勝利し、優勝を果たした。
2006年5月4日、第17回全日本新空手道選手権大会・K-2トーナメント中量級に出場。決勝で廣野祐に敗れ、準優勝となった。
2006年9月3日、R.I.S.E. KAMINARIMON CLIMAX '06に出場。準決勝で欽士、決勝で大渡博之に勝利し優勝。
キックボクシングのアマチュア時代の戦績は9戦全勝。

### プロデビュー
2006年12月17日、ディファ有明で開催されたR.I.S.E. DEAD OR ALIVE TOURNAMENT '06にてプロデビューし、寒川直喜にTKO負けを喫した。
2007年11月9日、東京の後楽園ホールにてJ-NETWORKに初参戦。涼平と対戦し、1RKO勝ちを収めた。
2009年7月17日、東京の後楽園ホールにて開催されたJ-NETWORKスーパーウェルター級次期王座挑戦者決定トーナメント準決勝で吉川英明と対戦し、3-0の判定勝ちを収めた。

### 日本王座獲得
2009年10月4日、東京の後楽園ホールにて行なわれたJ-NETWORKスーパーウェルター級王座決定戦で屋比久孟嗣 (沖縄ISKAミドル級王者、全沖縄ミドル級王者)と対戦し、3-0の判定勝ち。9戦目で日本王座を獲得した。当初は次期王座挑戦者決定トーナメント決勝として屋比久と対戦予定であったが、8月15日付けで同級王者である廣野祐が王座を返上したため王座決定戦に変更された。
2010年8月22日、後楽園ホールにて韓国ムエタイウェルター級王者チョイ・ジョンヒョクと対戦し、TKO勝利を収めた。
2010年10月10日、東京の後楽園ホールにて開催されたJ-NETWORKスーパーウェルター級タイトルマッチで貴之ウィラサクレックと対戦し、3-0の判定勝ちで初防衛に成功した。
2010年12月12日、沖縄県のナムラホールにて開催されたチャリティ格闘技イベント「新・琉王 VS 天下一最強軍団」のメインイベントで全沖縄ウェルター級王者クレイジーテルと対戦し、2RKO勝ちを収めた。

### 世界王座獲得
2011年4月29日、東京の後楽園ホールで開催されたWBKF世界スーパーウェルター級王座決定戦でアスガル・ギベチ（2009年アマチュアムエタイ世界大会金メダリスト、イランキックボクシングミドル級王者、イランムエタイミドル級王者）と対戦し、3-0の判定勝ち。14戦目で世界王座を獲得した。
2011年8月7日、有明コロシアムにて開催された「THAI FIGHT EXTREME JAPAN」でK-1王者ブアカーオ・ポー.プラムックと対戦。2RにレフェリーストップによるTKO負け。
2013年6月23日、行楽園ホールにて開催された「SHOOT BOXING2013 act.3」でシュートボクシングへ初参戦し、
SB日本スーパーウェルター級王者の坂本優起と対戦。1Rにパンチで2回のダウンを奪い判定勝ち。
2013年10月6日、日本初上陸のタイで人気のムエタイ・ビッグイベント「MAX MUAYTHAI」へ初参戦。 宮城・ゼビオアリーナにて開催された「MAX MUAYTHAI WORLD CHAMPION 2013 JAPAN」でルンピニースタジアム認定王者エークプラチャーと対戦し判定負け。
2015年4月29日、LOKミドル級王座決定戦でイ・テウォン(韓国/元大韓ムエタイ協会ウェルター級王者)
と対戦し、判定勝ち。初代ミドル級王座を獲得した
2015年7月19日、WPMF JAPAN The Battle of Muaythai IX(WPMF日本ミドル級次期挑戦者決定戦)で
ミツヨシSOULと対戦し判定勝ち
2015年9月19日、東京・大田区総合体育館で開催されたGRACHAN19×BOM IX.5のWPMF日本スーパーウェルター級王座決定戦で村井崇裕(NKBミドル級王者)と対戦し、判定勝ち。王座を獲得した
2016年4月24日、東京・国立代々木競技場第二体育館で開催されたK-1 WORLD GP 2016 IN JAPANで内山政人と対戦し、判定で勝利
2017年6月18日、さいたまスーパーアリーナで開催されたK-1 WORLD GP 2017 JAPAN～第2代スーパー・ウェルター級王座決定トーナメント～で山崎陽一と対戦し、判定負け

## 戦績

### キックボクシング
| キックボクシング 戦績 | キックボクシング 戦績 | キックボクシング 戦績 | キックボクシング 戦績 | キックボクシング 戦績 | キックボクシング 戦績 | キックボクシング 戦績 |
| --------------------- | --------------------- | --------------------- | --------------------- | --------------------- | --------------------- | --------------------- |
| 15 試合               | (T)KO                 | 判定                  | その他                | 引き分け              | 無効試合              |                       |
| 11 勝                 | 4                     | 7                     | 0                     | 0                     | 0                     |                       |
| 4 敗                  | 3                     | 1                     | 0                     | 0                     | 0                     |                       |

| 勝敗 | 対戦相手                    | 試合結果                                | 大会名 | 開催年月日     |
| ×    | ブアカーオ・ポー.プラムック | 2R 2:41 TKO（レフェリーストップ）       | THAI FIGHT EXTREME JAPAN                                                                                    | 2011年8月7日   |
| ○    | アスガル・ギベチ            | 5R終了 判定3-0                          | 「TIME to CHANGE the KICK by J-SPIRIT 2nd」 【WBKF世界スーパーウェルター級王座決定戦】                      | 2011年4月29日  |
| ○    | クレイジーテル              | 2R KO（3ノックダウン：ハイキック）      | 「新・琉王 VS 天下一最強軍団」                                                                              | 2010年12月12日 |
| ○    | 貴之ウィラサクレック        | 5R終了 判定3-0                          | J-NETWORK「FORCE for the TRUTH of J FINAL」 【J-NETWORKスーパーウェルター級タイトルマッチ】                 | 2010年10月10日 |
| ○    | チョイ・ジュンヒョク        | 1R 0:33 TKO（タオル投入）               | J-NETWORK「FORCE for the TRUTH of J 4th」                                                                   | 2010年8月22日  |
| ×    | 宮越宗一郎                  | 1R 2:49 TKO                             | J-NETWORK「FORCE for the TRUTH of J 1st」                                                                   | 2010年2月21日  |
| ○    | 屋比久孟嗣                  | 5R終了 判定3-0                          | J-NETWORK「GET REAL in J-WORLD 4th」 【J-NETWORKスーパーウェルター級王座決定戦】                            | 2009年10月4日  |
| ○    | 吉川英明                    | 3R終了 判定3-0                          | J-NETWORK「GET REAL in J-WORLD 3rd」 【J-NETWORKスーパーウェルター級次期王座挑戦者決定トーナメント 準決勝】 | 2009年7月17日  |
| ○    | 甲斐直樹                    | 3R 1:16 KO（膝蹴り）                    | J-NETWORK「J-FIGHT 24」                                                                                     | 2009年3月15日  |
| ○    | 木村智之                    | 3R終了 判定3-0                          | J-NETWORK「Let's Kick with J FINAL」                                                                        | 2008年11月30日 |
| ○    | 武河正紀                    | 3R終了 判定3-0                          | J-NETWORK「J-FIGHT in SHINJUKU 〜vol.5〜」                                                                  | 2008年9月7日   |
| ○    | 初見克利                    | 2R 判定2-1                              | J-NETWORK「Let's Kick with J the 3rd」                                                                      | 2008年6月1日   |
| ×    | 渡辺雅和                    | 3R終了 判定0-3                          | J-NETWORK「J-FIGHT 19」 【ウェルター級王座次期挑戦者決定1DAYトーナメント 準決勝】                           | 2008年2月10日  |
| ○    | 涼平                        | 1R 2:39 KO（3ノックダウン：パンチ連打） | J-NETWORK「Championship Tour of J Final」                                                                   | 2007年11月9日  |
| ×    | 寒川直喜                    | 1R 2:39 TKO                             | R.I.S.E. DEAD or ALIVE TOURNAMENT '06 【1回戦】                                                             | 2006年12月17日 |

## 獲得タイトル
- 第87回新空手道交流大会 K-2トーナメント中量級 優勝[1]
- 第17回全日本新空手道選手権大会 K-2トーナメント中量級 準優勝[2]
- R.I.S.E. KAMINARIMON CLIMAX '06 優勝
- J-NETWORKスーパーウェルター級王座
- WBKF世界スーパーウェルター級王座
- WPMF日本スーパーウェルター級王者
- 初代LOKミドル級王者